# Holton Brook
Der Holton Brook ist ein Wasserlauf in Oxfordshire, England. Er entsteht als Moorbirge Brook östlich von Beckley und fließt in generell südlicher Richtung. Südlich des Waterperry Wood ändert er seinen Namen zu Holton Brook, unter dem er bis zu seiner Mündung in den River Thame östlich von Wheatley verläuft.